# Алферьев, Иероним Васильевич
Иероним Васильевич Алферьев (1849—1886) — российский писатель, поэт и журналист, сын русского писателя Василия Петровича Алферьева.

## Биография
Иероним Васильевич Алферьев родился в городе Москве 9 сентября 1849 года.
Отец его скончался в 1854 году, когда мальчику было лишь пять лет от роду, и Алферьев получил образование и воспитание в кадетском корпусе города Санкт-Петербурга, после чего служил, как и отец, до 1871 года включительно, в петербургском почтовом департаменте.
Оставив службу, в течение 15-ти лет сотрудничал с разными газетами. Публиковал стихи, сцены, статьи, фельетоны общественной жизни в таких печатных периодических изданиях, как «Русская правда», «Русский курьер», «Современные известия», «Новое Время», «Порядок» и «Новости».
Иероним Васильевич Алферьев умер, как и его отец, достаточно молодым, 2 февраля 1886 года.